# 34739 Maryalice
34739 Maryalice è un asteroide della fascia principale. Scoperto nel 2001, presenta un'orbita caratterizzata da un semiasse maggiore pari a 3,1417502 au e da un'eccentricità di 0,1856807, inclinata di 0,55931° rispetto all'eclittica.